# Вендрак-Алерак
Вендра́к-Алера́к (фр. Vindrac-Alayrac, окс. Vindrac e Alairac) — коммуна во Франции, находится в регионе Юг — Пиренеи. Департамент — Тарн. Входит в состав кантона Кармо-2 Валле-дю-Серу. Округ коммуны — Альби.
Код INSEE коммуны — 81320.

## География

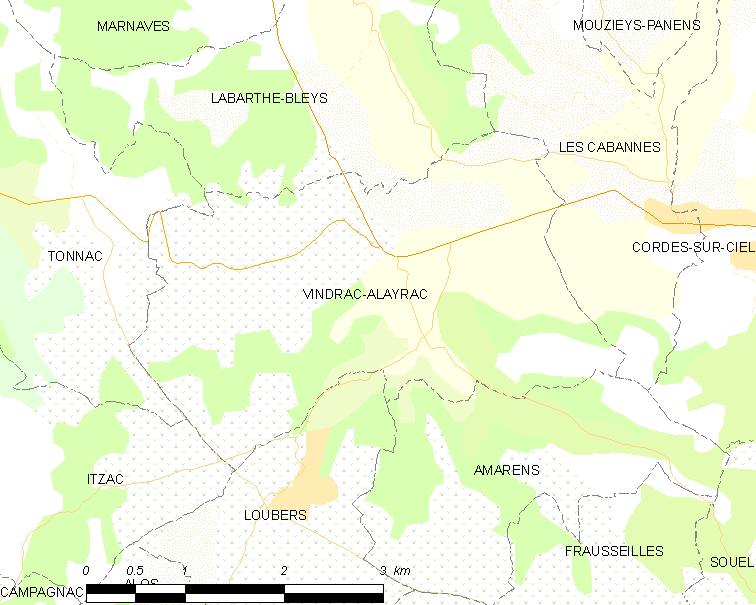
Карта коммуны

Коммуна расположена приблизительно в 540 км к югу от Парижа, в 65 км северо-восточнее Тулузы, в 25 км к северо-западу от Альби.
На севере коммуны протекает река Серу. Около половины территории коммуны занимают виноградники.

## Климат
Климат умеренно-океанический. Зима мягкая и дождливая, лето жаркое с частыми грозами. Ветры довольно редки.

## Население
Население коммуны на 2010 год составляло 153 человека.
| 1962 | 1968 | 1975 | 1982 | 1990 | 1999 | 2010 |
| ---- | ---- | ---- | ---- | ---- | ---- | ---- |
| 190  | 193  | 190  | 169  | 161  | 168  | 153  |

## Администрация
| Период | Период | Фамилия           | Партия | Примечания |
| ------ | ------ | ----------------- | ------ | ---------- |
| 2001   | 2008   | Шанталь-Надин Вор |        |            |
| 2008   | 2020   | Режин Бессу       |        |            |

## Экономика
В 2007 году среди 92 человек в трудоспособном возрасте (15—64 лет) 61 были экономически активными, 31 — неактивными (показатель активности — 66,3 %, в 1999 году было 68,6 %). Из 61 активных работали 56 человек (30 мужчин и 26 женщин), безработных было 5 (2 мужчин и 3 женщины). Среди 31 неактивных 6 человек были учениками или студентами, 15 — пенсионерами, 10 были неактивными по другим причинам.